# مرسدس سوسا
مرسدس سوسا (به اسپانیایی: Mercedes Sosa) (زاده ۹ ژوئیه ۱۹۳۵- درگذشته ۴ اکتبر ۲۰۰۹) «صدای مردم» که با نامهای سوسای سیاه یا نوای آمریکای لاتین نیز خوانده می‌شود، مشهورترین خوانندهٔ آرژانتین است. ترانه‌های بومی آمریکای جنوبی را به گوش جهانیان می‌رساند و «صدای بی‌صدایان» لقب گرفت.
مرسدس سوسا در جنبش ترانه‌سرایی نوین آمریکای لاتین به ویژه آرژانتین نقش بسیار داشت. او طبع خود را در ژانرهای دیگر مانند پاپ، راک و تانگو نیز آزموده‌است.

## مرسدس سوسا و ترانه گراسیا آلا ویدا
یکی از دلائل شهرت و محبوبیت مرسدس سوسا اجرای ترانه زیبای گراسیاس آلا ویدا (سپاس زندگی) سروده ویولتا پارّرا هنرمند فقید شیلیایی و دوست ویکتور خارا است.
ترانه مزبور را خیلی‌ها خوانده‌اند، اما اجرای مرسدس سوسا آنرا ماندگار کرده‌است.
اواخر سال ۱۹۷۹ وقتی مرسدس سوسا در آرژانتین ترانه گراسیاس آلا ویدا را اجرا می‌کرد، در میانهٔ کنسرت مأموران حکومت نظامی آرژانتین حمله کردند و با خشونت جلسه را بهم زده، تعداد زیادی را بازداشت نمودند. از آن به بعد پخش آثار مرسدس سوسا ممنوع و وی از آرژانتین تبعید شد.
مرسدس سوسا بعدها افشا نمود آن زمان از سوی جوخه‌های مرگ و کارگزاران حکومتی تهدید به مرگ شده بود.

## مرگ مرسدس سوسا

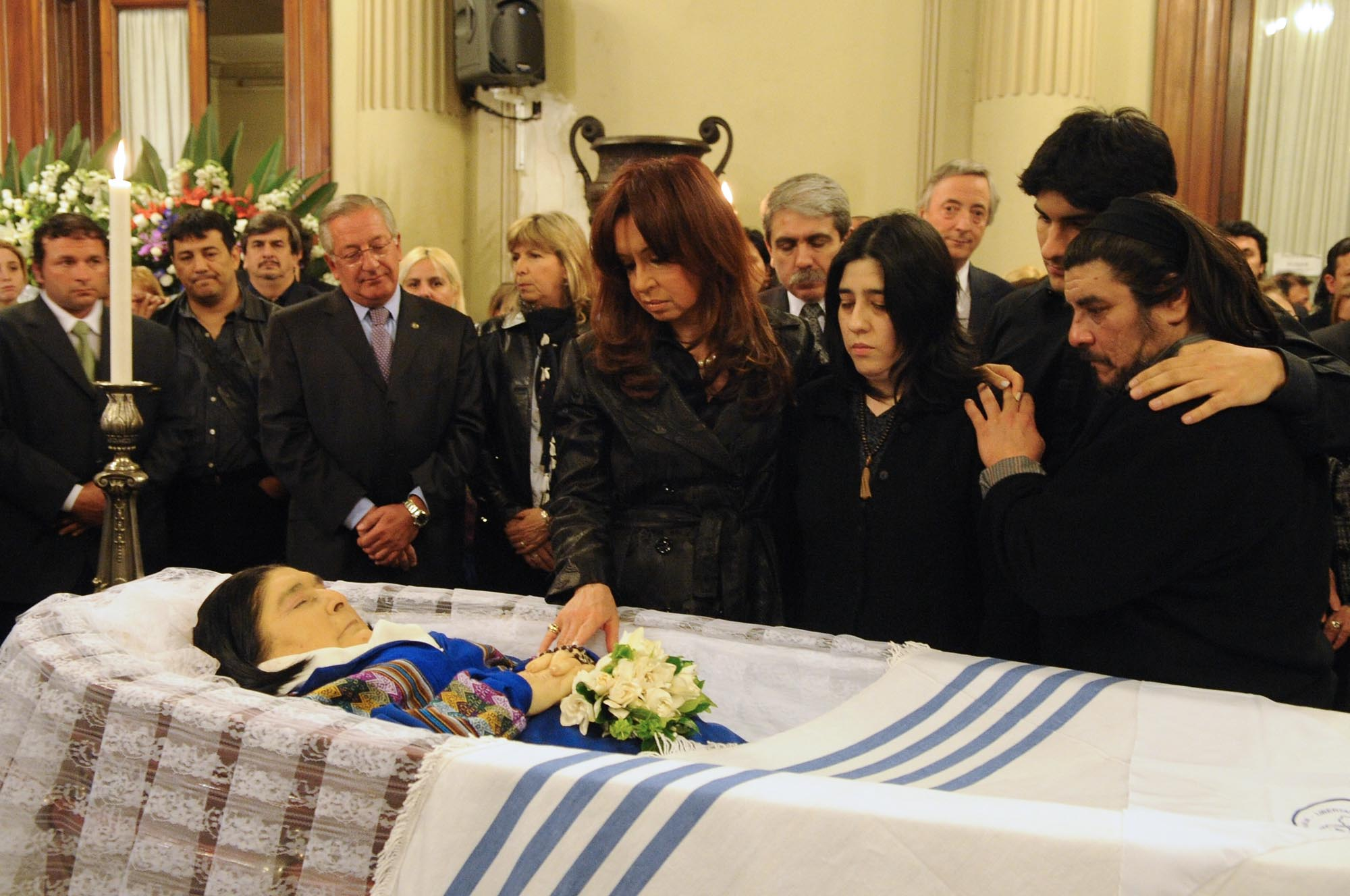
بدرود مرسدس سوسا

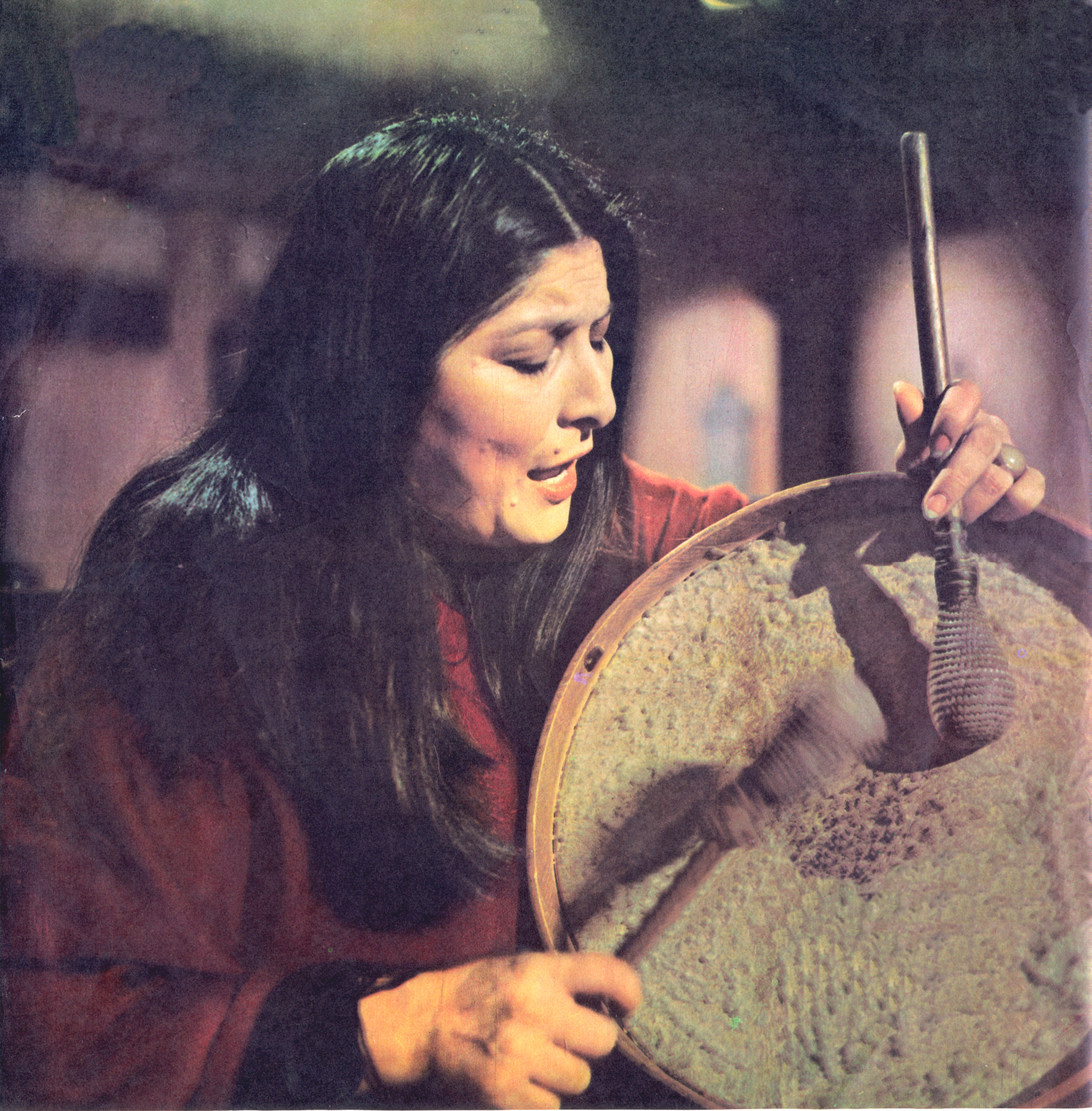
مرسدس سوسا در ۱۹۷۳

مرسدس سوسا در روز یکشنبه ۴ اکتبر ۲۰۰۹ در سن 74 سالگی در اثر نارسایی کلیه، ریه و در نهایت ایست قلبی درگذشت.
او با صدای گرم و پر غم خودش رنج و درد مردم محروم را بازتاب می‌داد. با نظام‌های دیکتاتوری، زاویه و فاصله داشت و با مبارزان راه آزادی همراهی می‌کرد. همه جا جانب ستمدیدگان و بومیان آمریکای لاتین را می‌گرفت و از همین رو وقتی درگذشت، آرژانتین عزادار شد. دیه‌گو مارادونا، او را الهه آزادی لقب داد و گفت یکی از بزرگان تمام دوران از نزد ما رفت. بعدها شکیرا خواننده کلمبیایی لبنانی الاصل گفت مثل مرسدس سوسا دیگر نخواهد آمد. او صدای همه کسانی بود که با استفاده از موسیقی علیه ستمگری و رنج آدمیان فریاد می‌زدند.
مرسدس سوسا و ویکتور خارا، ویولتا پارا، ویکتور اردیا و آلفردو زیتاروسا در دهه ۶۰ و ۷۰ میلادی اندیشه‌های ترقی‌خواهانه را با موسیقی و شعر درآمیختند و به این وسیله نقض حقوق بشر و آزادی‌های مدنی را توسط حکومتهای سرکوبگر آمریکای لاتین به گوش جهانیان رساندند.
در ماه‌های آخر حکومت دیکتاتوری آرژانتین که در جریان آن ده‌ها هزار نفر در سرکوب نیروهای ترقی‌خواه به دست دولت کشته شدند، مرسدس سوسا به میهنش بازگشت و در غم و شادی مردم شریک شد. مرسدس سوسا نزدیک به ۴۰ آلبوم به یادگار گذاشته‌است: زنان آرژانتینی، به یاد ویولتا پارّرا، کریسمس با مرسدس، فریاد زمین، مردم در صدای من هستند، کودکان فردا، زندگی در آرژانتین،...
یکی از زیباترین ترانه‌های مرسدس سوسا که مردم آرژانتین (و آمریکای لاتین) مثل سرود ملی به آن می‌نگرند، کانسیون کونتودوس (آهنگ مردم، آواز همه) نام دارد. این ترانه در آلبوم فریاد زمین ارائه شده و در آن علاوه بر آرژانتین، به پرو، شیلی، برزیل، کوبا، کلمبیا، اروگوئه و مکزیک اشاره می‌شود.

## سینما
مرسدس سوسا در فیلم سینمایی «ال سانتو دلاسپادا» نیز که در مورد یکی از آزادیخواهان آرژانتینی است، ایفای نقش نموده‌است.
در سال ۲۰۱۳ یک فیلم مستند دربارهٔ زندگی و فعالیت‌های مرسدس سوسا ساخته شده که در جشنواره‌های جهانی به نمایش درآمد. نام فیلم، «مرسدس سوسا: صدای آمریکای لاتین» است و رودریگر ویلا آنرا کارگردانی کرده‌است..